# Lycée français Charles-de-Gaulle d'Ankara
Pour le lycée français du même nom à Londres au Royaume-Uni, voir Lycée français Charles-de-Gaulle.
Pour les articles homonymes, voir Lycée Charles-de-Gaulle.

Le lycée français Charles-de-Gaulle d’Ankara se situe à Ankara en Turquie. Il porte le nom de l’homme d’État français Charles de Gaulle (1890-1970).
Le lycée regroupe sur son site principal à Incek, une banlieue d’Ankara, des classes primaires et secondaires (collège et lycée).
Une école maternelle est située dans le parc de l’ambassade de France en centre-ville.
C'est un établissement cosmopolite qui compte aujourd'hui plus de 1000 élèves, près de 50 nationalités sont représentées au lycée.

## Histoire
Afin de répondre aux besoins croissants de scolarisation de la petite communauté française d'Ankara, l’école française d’Ankara été créée en 1942, près du musée archéologique, par Mme Riobè et Mme Ménard. Ces deux dames ont réuni une douzaine d’enfants dans trois classes. Par la suite, l’augmentation du nombre de classes a donné naissance à une école primaire.
L’effectif atteint une soixantaine en 1948 et une centaine en 1958. Petit à petit, les parents ont commencé à considérer que la vieille ville était trop loin. À la suite de cela, on a décidé de construire une école dans le jardin de l’ambassade. Nommée La Petite École, elle a été inaugurée en septembre 1959.
En 1960, il y avait déjà une classe de sixième et une classe de cinquième. Les cours de ces deux classes étaient assurées dans une petite maison de Bestekar Sokak (Rue Bestekar).
L’institut a été bâti au printemps 1961 et les classes de sixième, cinquième et quatrième ont été transférées dans ces locaux.
En 1963, quelques sociétés avaient envoyé des ingénieurs en Turquie, pour la construction du barrage de Kurtboğazı. Un nombre considérable de Français était venu. Ils avaient demandé qu’on multiplie les classes, et cela aboutit à l’ouverture de toutes les classes jusqu’en Terminale. L’école est dorénavant : “Section internationale de l’École Moyenne Privée d’Ankara”.
Au début, il y avait surtout des élèves français et turcs. Elle s'est ensuite internationalisée : des élèves d'Italie, Suisse, Allemagne, Hollande, Irlande, Suède, Danemark, Pologne, Hongrie, Bulgarie, Maroc, Canada, Mexique, Brésil, Chine, Japon, font partie des “classes internationales”.
Le 3 février 1981, un comité de gestion a été créé à Ankara.
En 1979, l’école change de nom et devient “classes secondaires de l’Ambassade de France” et porte ce nom jusqu’en 1990 où elle devient le lycée Charles-de-Gaulle.
Le lycée Charles-de-Gaulle, tel qu’il existe aujourd’hui, a donc été créé le 3 février 1981 lorsque le ministère français de l’Éducation nationale a homologué l’enseignement qui y est délivré. Création confirmée ensuite par une convention signée entre l’association des parents, gestionnaire, et l’Agence pour l’enseignement français à l’étranger (AEFE).
De 1981 a 2008, il a été géré par l’association des parents, selon les modalités définies dans cette convention.
Philippe Douste-Blazy, ministre des Affaires étrangères, pose la première pierre des nouveaux bâtiments en 2006, et prend à cette occasion un engagement pour le soutien de la langue française.
Depuis le 1er septembre 2008, le lycée Charles-de-Gaulle est en « gestion directe », c’est–à-dire géré directement par l’AEFE et son conseil d’administration.
Le lycée Charles-de-Gaulle est homologué par le ministère de l’Éducation nationale français, ses enseignements et décisions sont reconnus par lui. Il n’y a pas d’homologation turque, donc pas de reconnaissance officielle par l’Éducation nationale turque. Mais le baccalauréat obtenu au lycée Charles-de-Gaulle permet de s’inscrire au concours de recrutement de l’enseignement supérieur turc (ÖSS) et au concours d’entrée spécifique à l’Université francophone Galatasaray à Istanbul, réservé aux bacheliers des établissements francophones.